# کاراگاما
کاراگاما (به لاتین: Karagama) یک منطقهٔ مسکونی در سری‌لانکا است که در استان مرکزی (سری‌لانکا) واقع شده‌است.